# Union Stock Yards
Union Stock Yard & Transit Co., ou « The Yards », fut le nom du quartier des abattoirs de la ville de Chicago (Illinois) et de l'entreprise spécialisée dans l'industrie de la viande qui lui donna son nom. Aménagés en 1865 sur un ancien terrain marécageux par des compagnies de chemin de fer, les Union Stock Yards occupèrent une grande partie de New City, un secteur de South Side situé à mi-chemin entre l'aéroport international de Midway au sud-ouest et le quartier des affaires de la ville au nord-est.
Pendant 106 ans, ils contribuèrent à faire connaître Chicago comme la « boucherie du monde » et le centre de l'industrie américaine du conditionnement de la viande durant des décennies. En 1848, soit 17 ans avant l'ouverture des abattoirs, est fondé le Chicago Board of Trade (CBOT), la première Bourse de commerce au monde dédiée au négoce de matières premières agricoles. Elle permet, entre autres, à la ville de s'imposer comme la plaque tournante du négoce de bétail.

## Description

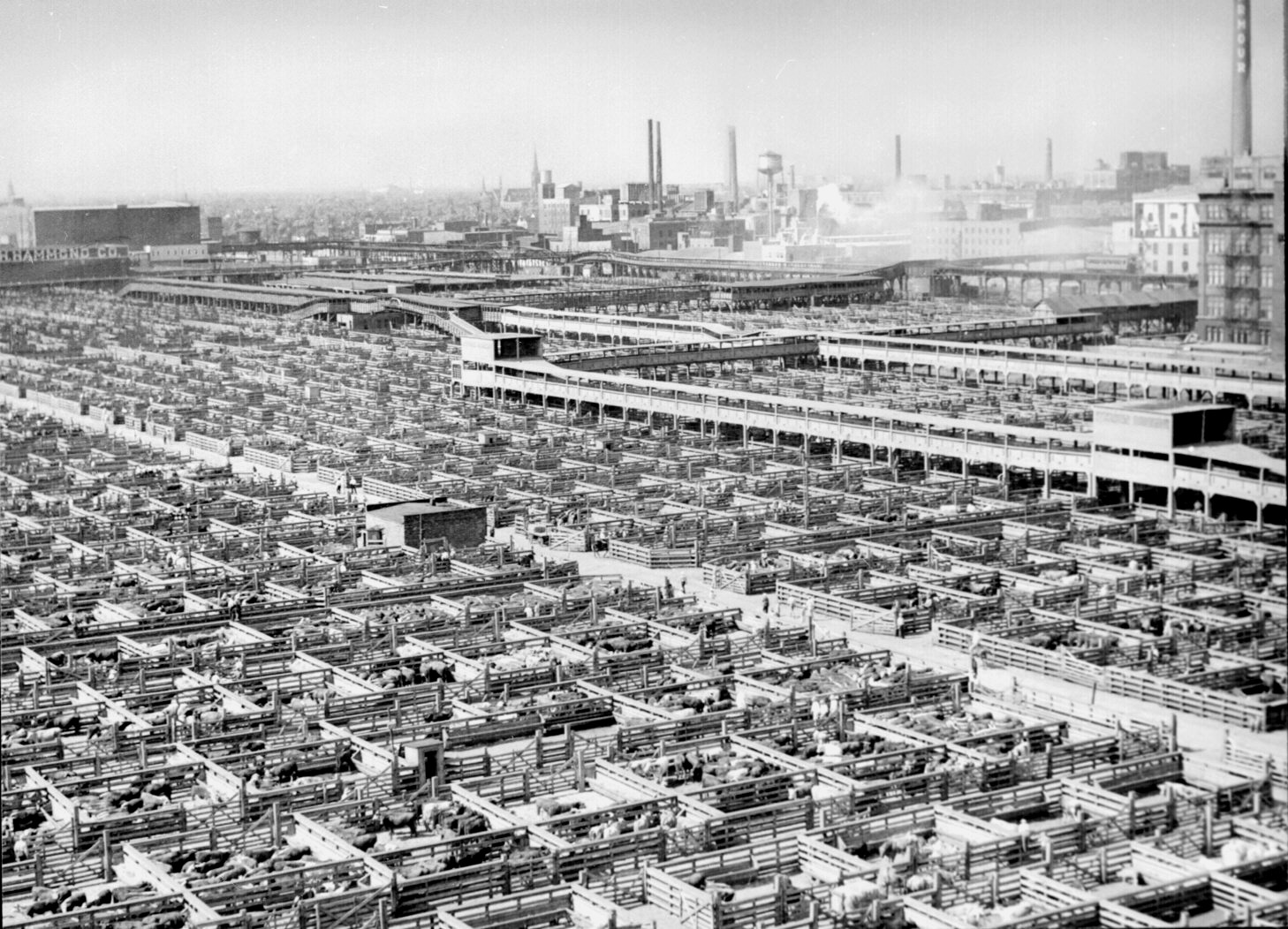
Les Union Stock Yards en 1947.

De la guerre de Sécession (1861-1865) jusqu'aux années 1930, avec un pic en 1924, les grands abattoirs de Chicago (Union Stock Yards ; en français : « parcs à bestiaux ») ont transformé plus de viande que n'importe quel autre endroit dans le monde. Entre 1865 et 1971, plus de 1 milliard de têtes de bétail furent abattues dans les gigantesques usines des industriels de Chicago, en premier lieu Swift & Company, qui révolutionnèrent les techniques d'abattage et de distribution. Ville en plein essor, Chicago était le principal nœud ferroviaire du pays au milieu du XIXe siècle.
Au cours de la guerre de Sécession, les grosses commandes de viande passées par l'armée de l'Union (Union Army, les forces armées américaines) donnèrent naissance à l'Union Stock Yard and Transit Company, financée par les compagnies de chemin de fer qui achetèrent un vaste terrain de 130 hectares au sud de la ville, permettant d'y contenir simultanément 21 000 vaches, 75 000 porcs, 22 000 moutons et 200 chevaux. Le bétail des Grandes Plaines en provenance du Texas, du Missouri et du Kansas, était expédié par train à Chicago pour y être abattu.
Les Union Stock Yards devinrent le point central de l'essor de certaines des premières entreprises internationales. Celles-ci perfectionnèrent les innovations industrielles et influencèrent les marchés financiers. L'essor et le déclin économique du quartier reflétèrent l'évolution des services et des technologies de transport en Amérique.
Les résidents des quartiers de Canaryville et Back of the Yards, dans lesquels se trouvèrent les abattoirs de New City, firent tourner l'économie de Chicago de 1865 jusqu'en 1970 (en 1900, environ 82 % de la viande consommée aux États-Unis provint des Union Stock Yards).
Bon nombre d'entre eux furent des immigrants allemands, irlandais, lituaniens et polonais qui arrivèrent en masse à Chicago et s'installèrent dans ces quartiers pour travailler dans les abattoirs. De nombreuses familles dépendirent économiquement de ces industries et beaucoup souffrirent de leur déclin à la suite de la décentralisation des abattoirs et de la diminution de la production à partir de la fin des années 1950 et dans les années 1960.
Les abattoirs des Union Stock Yards devinrent une partie intégrante de la culture populaire de l'histoire de Chicago. Ils sont considérés comme l'un des principaux moteurs qui ont permis au complexe animalo-industriel de prendre sa forme moderne,. En faisant de Chicago un centre d'abattage et de distribution, Philip Danforth Armour et Gustavus Franklin Swift firent de la ville le cœur de l'industrie de la viande américaine.
La construction des abattoirs commença en juin 1865 et s'acheva le jour de Noël de la même année. Ils fermèrent définitivement leurs portes le vendredi 30 juillet 1971, après plusieurs décennies de déclin liées à la décentralisation de l'industrie du conditionnement de la viande. La porte monumentale qui orne l'entrée principale des Yards (Union Stock Yard Gate) fut classée sur la liste des monuments historiques des Chicago Landmarks (CL) le 24 février 1972 par les membres de la Commission on Chicago Landmarks de la ville de Chicago avec l'approbation du conseil municipal de Chicago et classée National Historic Landmark (NHL) le 29 mai 1981 par le National Park Service,.

## Historique

### Débuts et ascension

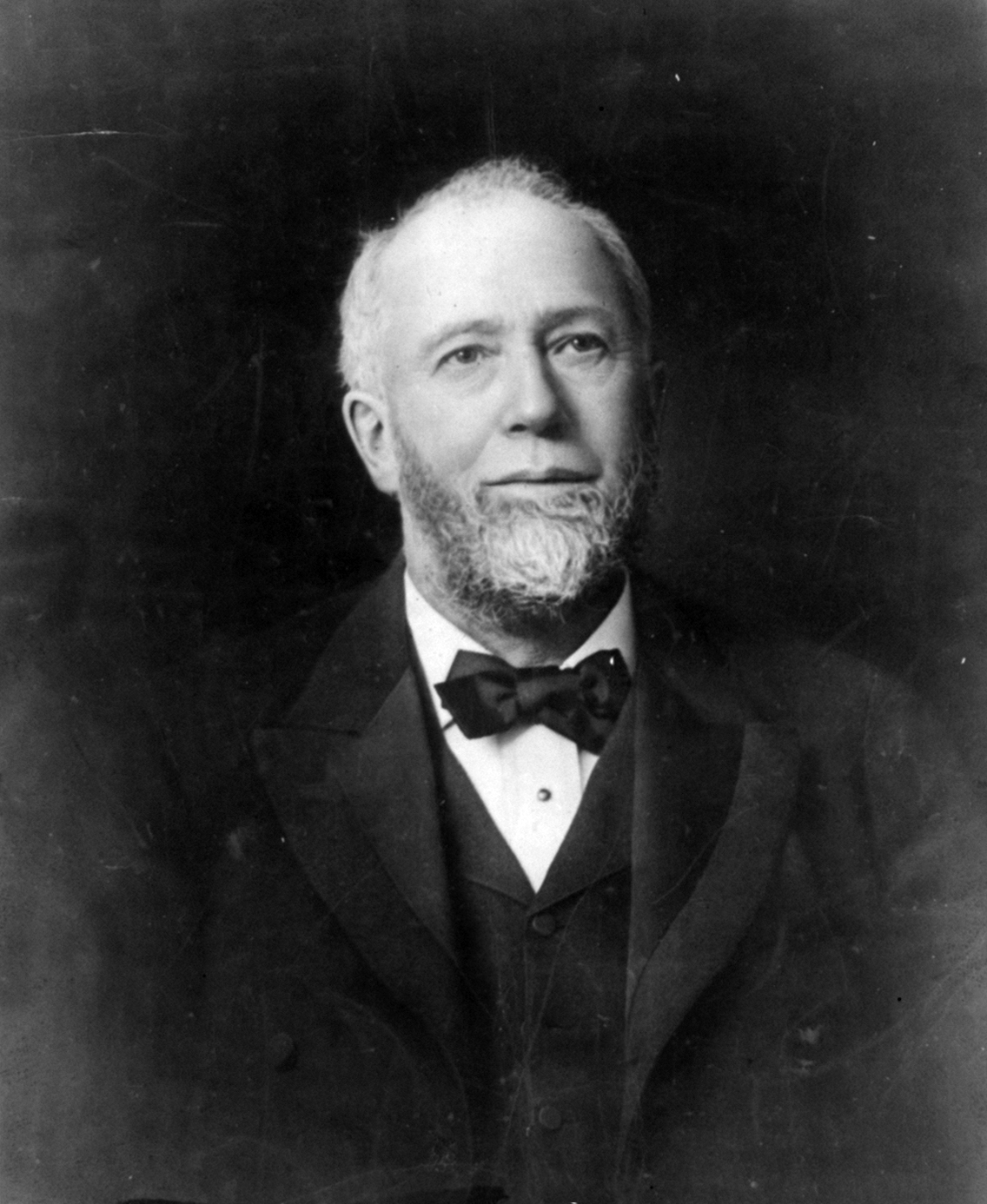
Gustavus Franklin Swift, fondateur de l'entreprise Swift & Company.

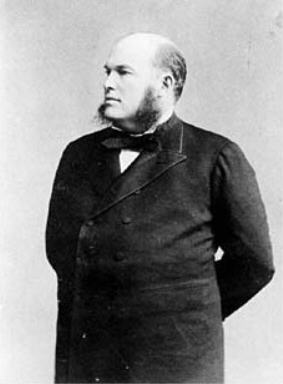
Philip Danforth Armour, fondateur de l'entreprise Armour and Company.

Avant la construction des Union Stock Yards, les propriétaires de tavernes mirent à disposition de leurs clients des pâtures pour les troupeaux en attente d'être vendus. En 1848, avec le développement du rail dans la région des Grands Lacs, on trouva des petits enclos éparpillés le long des voies ferrées. Plusieurs facteurs provoquèrent le regroupement de ces enclos dont l'expansion du réseau ferroviaire vers l'ouest, avec la construction du premier chemin de fer transcontinental par l'Union Pacific et la Central Pacific, qui fut à l'origine du fort développement commercial de Chicago. La ville devint un pivot crucial entre l'Est et l'Ouest.
Avant cela, faute d'infrastructures spécialisées, les immenses troupeaux en provenance de l'Ouest américain ne firent que transiter par Chicago, avant de poursuivre vers l'Est. Le grand centre du négoce du bétail fut alors Saint-Louis (Missouri), situé à environ 450 kilomètres au sud-ouest de Chicago, qui bénéficia d'une position privilégiée au confluent de la rivière Missouri et du fleuve Mississippi. La création des Union Stock Yards, ainsi que le blocage du Mississippi pendant la guerre civile qui empêchera le transport nord-sud des marchandises, portèrent un coup sévère à Saint-Louis. Désormais, c'est à Chicago qu'affluèrent les centaines de milliers de têtes de bétail en provenance des États de l'Ouest.
En 1864, pour regrouper les opérations, un consortium de neuf compagnies de chemins de fer mené par l'Alton, Chicago & St. Louis Railroad et le Lake Shore and Michigan Southern Railway fit l'acquisition de 1,3 km2 de terrains marécageux au sud de la ville (dans une zone délimitée par Halsted Street à l'est, South Racine Avenue à l'ouest, avec 39th Street comme limite nord et 47th Street comme limite sud) pour 100 000 dollars. Les Union Stock Yards y furent construits et inaugurés le jour de Noël 1865,. Les abattoirs furent connectés aux lignes principales de la ville par 24 km de voies. Bientôt, le site de 1,52 km2 comprit 2 300 enclos pour le bétail, des hôtels, des saloons, des restaurants, et des bureaux pour les marchands et courtiers. En 1866, on compta déjà 1,5 million têtes de bétail. Elles devinrent 15 millions, 25 ans plus tard.
Sous la direction de Timothy Blackstone, un des fondateurs et premier président de la Union Stock Yards and Transit Company, les abattoirs connurent une croissance énorme, traitant 2 millions de têtes de bétail par an dès 1870. Entre 1865 et 1900, c'est environ 400 millions d'animaux qui furent abattus sur le site.

### L'apogée
En 1890, plus de 25 000 hommes, femmes, et enfants y furent employés, traitant 14 millions d'animaux par an. Les deux plus grandes entreprises réalisèrent alors un chiffre d'affaires annuel de 200 millions de dollars. En 1900, 82 % de la viande consommée aux États-Unis y fut produite,,. Le site s'étala alors sur 1,92 km2 et comprit 80 km de routes et 210 km de voies ferrées dans son périmètre, permettant ainsi aux camions et aux wagons bétaillers de circuler. En 1921, le secteur de New City atteint son apogée démographique, en effet durant cette période les industries du site emploient plus de 40 000 personnes. Environ 2 000 de ces employés travaillèrent directement pour l'Union Stock Yard & Transit Co., le reste travailla principalement dans les abattoirs, les usines de conditionnement et pour les grossistes.

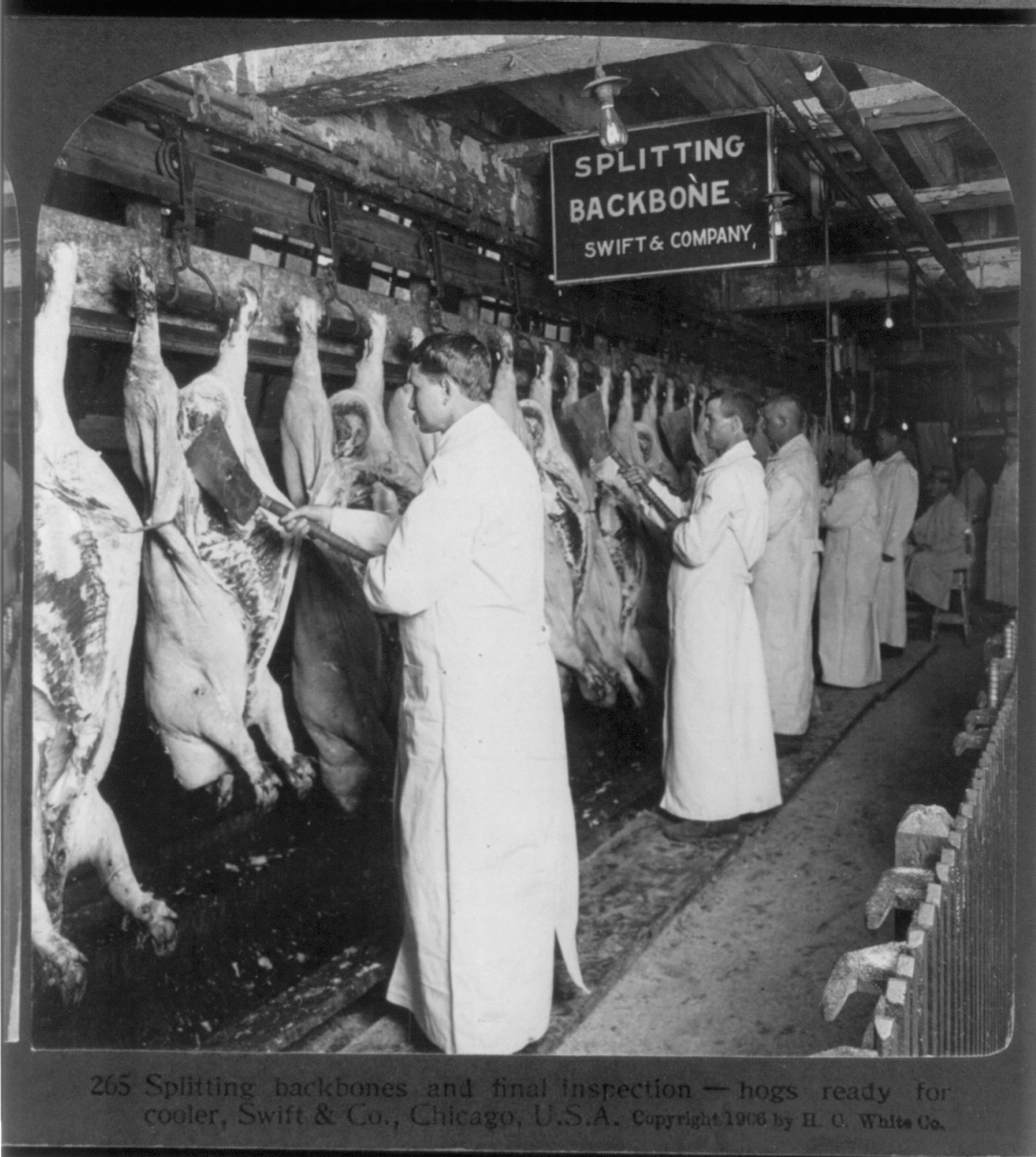
Inspection sanitaire dans les abattoirs en 1906.

À leur apogée, les Yards s'étendirent sur une superficie de 3 km2 et environ 2 000 m3 d'eau furent pompés chaque jour de la rivière Chicago pour subvenir aux besoins des parcs à bestiaux. Les usines de conditionnement polluèrent sans tenir compte des travailleurs et des habitants qui vécurent à proximité. Le site rejeta tellement de déchets dans le bras sud de la rivière Chicago qu'on surnomma cette partie « Bubbly Creek » (la « crique pétillante »). D'énormes tas d'ordures adjacents aux usines représentèrent de sérieux risques sanitaires sans parler de l'odeur pestilentielle que provoquèrent les gaz liés à la décomposition du sang et aux matières fécales.
En 1894, en réponse à ces conditions, les églises du secteur de New City s'organisèrent pour créer des services sociaux. Mary McDowell, une sociologue qui fit partie du settlement movement (un mouvement social-libéral de réformation), fonda une maison d'accueil à l'Université de Chicago. En 1900, la ville de Chicago inversa définitivement le cours de sa rivière pour éviter que la pollution ne se propage au lac Michigan et contamine l'approvisionnement en eau potable de la région. Dans les années 1930, les habitants fondèrent le Back of the Yards Neighborhood Council (BYNC). Cette organisation exerça une pression communautaire sur les responsables de la ville pour obtenir des programmes de repas scolaires, un meilleur assainissement de l'eau potable et d'autres services dont la communauté eut besoin.

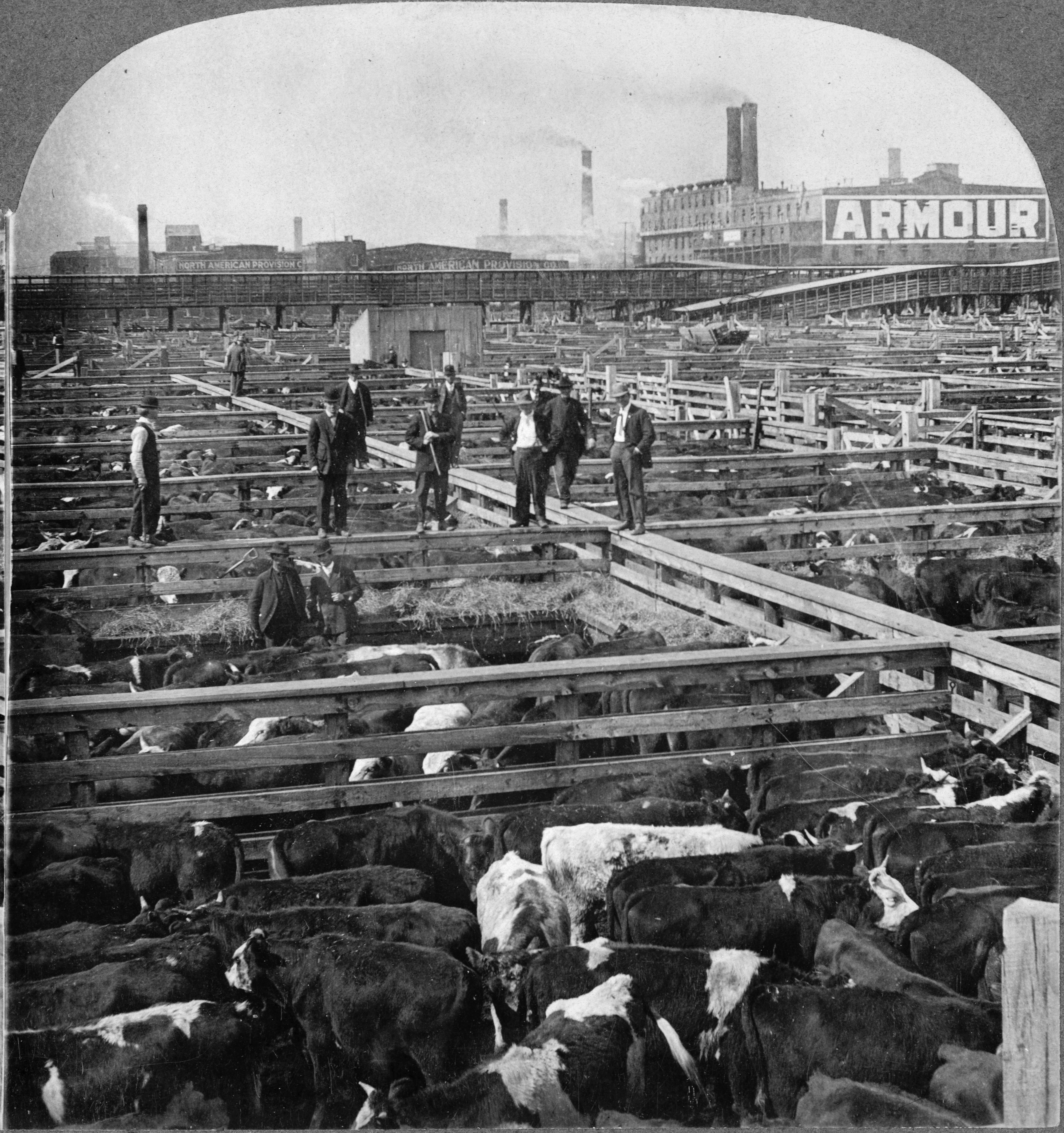
Employés dans les parcs à bestiaux (vers 1909).

La superficie des parcs à bestiaux, ainsi que les progrès technologiques en matière de transport ferroviaire et de réfrigération, notamment pour le transport de la viande à destination des villes de la côte est des États-Unis comme New York, Boston et Philadelphie, permirent la création de quelques-unes des premières entreprises américaines véritablement mondiales, dirigées par des entrepreneurs tels que Gustavus Franklin Swift et Philip Danforth Armour. Philip Armour fut le premier à construire une usine moderne de conditionnement de la viande à grande échelle à Chicago en 1867.
L'usine de l'entreprise Armour and Company fut construite à l'angle de la 45e rue et de Elizabeth Avenue, immédiatement à l'ouest des Union Stock Yards. Couvrant plusieurs hectares et dotée de chambres froides, l'usine fut la première à expérimenter le travail à la chaîne et la spécialisation des opérations. Cette nouvelle usine employa la méthode de travail moderne de la ligne d'assemblage (ou plutôt de la ligne de désassemblage). Abattage, découpe, désassemblage, lavage et conditionnement. La parcellisation des tâches et la simplification des gestes donnèrent lieu à des postes où les gestes répétitifs sont omniprésents, ce qui, à terme, causèrent des troubles musculosquelettiques (TMS). Les différentes étapes du processus de transformation furent effectuées en continu. Le processus mécanisé, avec sa roue tueuse et ses convoyeurs, contribua à inspirer la chaîne de montage des automobiles qu'Henry Ford popularisa en 1913.
Dans les années 1880, Armour devint la première usine des États-Unis dans le secteur de la viande. Dans les années 1890, elle continua d'accroître ses activités et s'étala sur un site de 12 acres (48 562 m2). Durant cette période, elle fut réputée pour être la plus grande usine du monde.
En outre, les transactions de couverture effectuées par les entreprises de stockage jouèrent un rôle essentiel dans l'établissement et la croissance des bourses de marchandises et des marchés à terme basés à Chicago. La vente sur le marché à terme permit au vendeur d'avoir un prix garanti à un moment donné dans le futur. Cela fut extrêmement utile pour les vendeurs qui s'attendirent à ce que leurs bovins ou leurs porcs arrivent sur le marché avec une surabondance d'autres bovins ou porcs, alors que les prix purent nécessairement être sensiblement inférieurs au prix à terme garanti.

### La fin des Yards

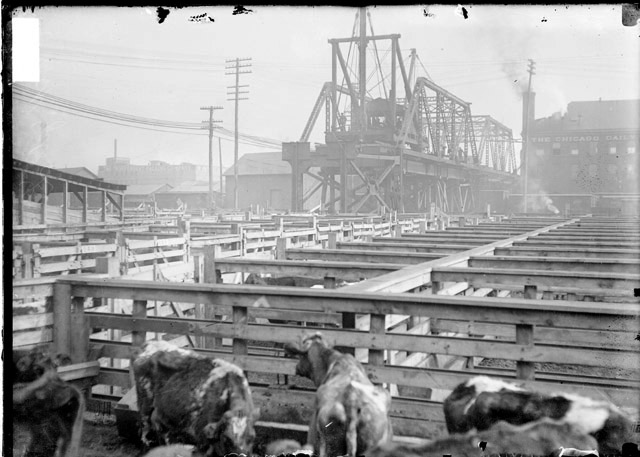
Enclos des Union Stock Yards (1907).

Après la Seconde Guerre mondiale, le camionnage remplaça le transport ferroviaire centralisé car les bouchers purent acheter du bétail directement dans les fermes rurales de la région de Chicago. Toutes les grandes entreprises de conditionnement fermèrent entre 1952 et 1962. Au milieu du XXe siècle, l'industrie commença à se décentraliser et l'activité diminua, les derniers enclos et abattoirs fermèrent en 1971.
Depuis cette époque, une nouvelle industrie remplaça progressivement le commerce du bétail. En 1984, la ville de Chicago sélectionna ces anciens sites industriels pour les reconvertir en nouvelles zones d'activités. Séduites par ces avantages fiscaux, plus de 100 entreprises s'installèrent dans le secteur à partir de 1991, employant plus de 10 000 travailleurs de New City et des secteurs alentour. Plant Chicago, une pépinière d'entreprises, s'installa dans l'une des anciennes usines de conditionnement de la viande et créa un jardin potager où poussent des légumes biologiques (avec de la terre rapportée car les sols sont pollués) ; l'entreprise offre également un programme écologique et abrite un musée sur les l'histoire des abattoirs.
Le quartier de Back of the Yards passa d'environ 120 000 personnes au début du XXe siècle à environ 56 893 personnes en 2019. Aujourd'hui, un parc industriel occupe le site. Les temps où près de 60 000 ouvriers tuèrent, découpèrent et empaquetèrent les bestiaux venus des Grandes Plaines et du Midwest sont révolus, même si la réindustrialisation progressive des lieux permit de conserver sur le site quelque 15 000 emplois.

## Dans la culture populaire

Employés retirant les peaux des bêtes (Chicago, vers 1920).

En 1905, Upton Sinclair publie La Jungle, un roman qui décrit l'exploitation des immigrés lituaniens et allemands dans les abattoirs de Chicago,. Tiré à plusieurs millions d'exemplaires, il a été traduit en plus de trente-trois langues. Carl Sandburg les évoque également dans un poème intitulé Chicago.
Bertolt Brecht situe sa pièce de théâtre Sainte Jeanne des Abattoirs dans la crise économique qui touche l'industrie de la viande à Chicago à la suite de la crise de 1929.
Le héros de bande dessinée Tintin se rend aux abattoirs dans l'album Tintin en Amérique (1932). Frank Sinatra les mentionne dans sa chanson My Kind of Town en 1964, de même que Thomas Pynchon dans son roman Contre-jour  (2006).
Le logo de l'équipe professionnelle de basket-ball des Bulls de Chicago représente un « bœuf » en hommage aux abattoirs des Union Stock Yards. Le logo a été inventé par Dean Wessel en 1967, depuis il a été modifié plusieurs fois jusqu'à sa version actuelle qui date de 2001. Le symbole des Bulls de Chicago, en plus de représenter la force et la puissance du taureau, représente aussi cette partie de l'histoire de Chicago.
Les abattoirs furent visités par des personnalités comme Rudyard Kipling, Paul Bourget et Sarah Bernhardt.